# ČSD E 423.0 sorozat
A ČSD E 423.0 sorozat egy csehszlovák Bo'Bo' tengelyelrendezésű, 1,5 kV DC áramrendszerű villamosmozdony-sorozat volt. 1927 és 1928 között összesen 2 db-ot gyártott a  Adamov a ČSD részére.